# Рос, Ат де
Агатон (Ат) де Рос (нидерл. Agathon (Aat) de Roos; 15 апреля 1919, Блумендал, Северная Голландия — 17 марта 1992, Перт) — нидерландский хоккеист на траве, нападающий. Бронзовый призёр летних Олимпийских игр 1936 года.

## Биография
Ат де Рос родился 15 апреля 1919 года в нидерландском городе Блумендал.
Играл в хоккей на траве за «Блумендал».
В 1936 году вошёл в состав сборной Нидерландов по хоккею на траве на летних Олимпийских играх в Берлине и завоевал бронзовую медаль. Играл на позиции полузащитника, провёл 4 матча, забил 1 мяч в ворота сборной Франции.
Умер 17 марта 1992 года в австралийском городе Перт.